# Klásek

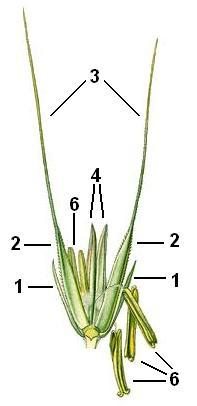
Příklad dvoukvětého klásku trav (zde žita): 1 plevy, 2 pluchy, 3 osiny, 4 plušky, 6 tyčinky

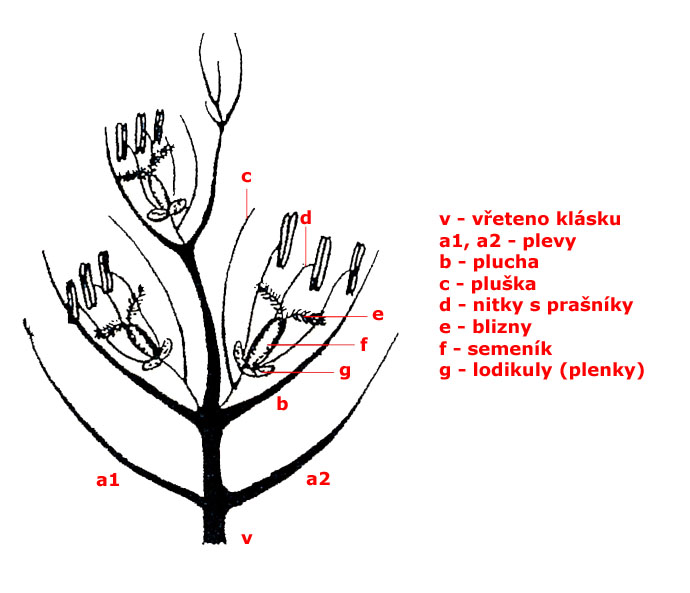
Detail klásku

Klásek (lat. spicula, angl. „spikelet“) je druh květenství. Je to krátký chudokvětý klas. Klásek se vyskytuje např. u rostlin z čeledí lipnicovité (Poaceae) a šáchorovité (Cyperaceae). Klásky mohou být jednotlivé (např. bahnička (Eleocharis), ale mnohem častěji jsou sdruženy v složeném (někdy i vícenásobně složeném) květenství – jedná se pak o klas klásků nebo o latu klásků. Lata klásků může být někdy hodně stažena a připomíná klas, pak se často používá termín lichoklas (klásků) či kružel klásků, hrozen klásků atd. U rostlin čeledi lipnicovité se listeny na bázi klásku nazývají plevy, listence pluchy, vnější okvětní lístky kvítků srůstají v plušky, vnitřní jsou přeměněny v plenky (lodiculae). Jiní autoři však považují pluchy také za listen a plušky nikoli za přeměněné okvětí, ale za listénce, např.  Archivováno 3. 1. 2007 na Wayback Machine.. U rostlin z čeledi šáchorovité (Cyperaceae) se termín pleva používá pro blanité listeny podpírající jednotlivé květy.

## Související článek
- Klas